# Badminton na Letnich Igrzyskach Olimpijskich 2020 – singel mężczyzn
Turniej olimpijski w badmintonie mężczyzn podczas XXXII Letnich Igrzysk Olimpijskich w Tokio odbywał się w dniach od 24 lipca do 2 sierpnia 2021 roku w Musashino Forest Sports Plaza. W rywalizacji udział brało 41 zawodników.

## Zasady turnieju
Sportowcy zostali podzieleni na trzyosobowe grupy. w których rywalizowano systemem każdy z każdym. Zwycięzcy grup awansowali do 1/8 finału. Od tego czasu rywalizacja przybrała formę pucharową. Zwycięzcy awansowali do kolejnej rundy, a przegrani odpadali z rywalizacji. W trakcie całego turnieju mecze grało się do dwóch zwycięskich setów. Set kończył się, gdy zawodnik uzyskiwał 21 punktów i jednocześnie miał co najmniej dwa punkty przewagi nad rywalem.

## Rozstawieni zawodnicy
1. Kento Momota
2. Chou Tien-chen
3. Anders Antonsen
4. Viktor Axelsen
5. Anthony Sinisuka Ginting
6. Chen Long
7. Jonatan Christie
8. Ng Ka Long
9. Lee Zii Jia
10. Wang Tzu-wei
11. Shi Yuqi
12. Kanta Tsuneyama
13. B. Sai Praneeth
14. Kantaphon Wangcharoen

## Faza grupowa

### Grupa A
| Zawodnik      | Mecz | W | P | S+ | S- | Pkt. | Uwagi                 |
| ------------- | ---- | - | - | -- | -- | ---- | --------------------- |
| Heo Kwang-hee | 2    | 2 | 0 | 4  | 0  | 2    | Awans do ćwierćfinału |
| Kento Momota  | 2    | 1 | 1 | 2  | 2  | 1    |                       |
| Timothy Lam   | 2    | 0 | 2 | 0  | 4  | 0    |                       |

| Data     | Zawodnik 1    | Wynik       | Zawodnik 2    |
| -------- | ------------- | ----------- | ------------- |
| 25 lipca | Kento Momota  | 21-12 21-9  | Timothy Lam   |
| 26 lipca | Heo Kwang-hee | 21-10 21-15 | Timothy Lam   |
| 28 lipca | Kento Momota  | 15-21 19-21 | Heo Kwang-hee |

### Grupa C
| Zawodnik     | Mecz | W | P | S+ | S- | Pkt. | Uwagi               |
| ------------ | ---- | - | - | -- | -- | ---- | ------------------- |
| Kevin Cordón | 2    | 2 | 0 | 4  | 0  | 2    | Awans do 1/8 finału |
| Ng Ka Long   | 2    | 1 | 1 | 2  | 2  | 1    |                     |
| Lino Muñoz   | 2    | 0 | 2 | 0  | 4  | 0    |                     |

| Data     | Zawodnik 1   | Wynik       | Zawodnik 2   |
| -------- | ------------ | ----------- | ------------ |
| 24 lipca | Ng Ka Long   | 21-9 21-10  | Lino Muñoz   |
| 26 lipca | Kevin Cordón | 21-14 21-12 | Lino Muñoz   |
| 28 lipca | Ng Ka Long   | 20-22 13-21 | Kevin Cordón |

### Grupa D
| Zawodnik        | Mecz | W | P | S+ | S- | Pkt. | Uwagi               |
| --------------- | ---- | - | - | -- | -- | ---- | ------------------- |
| Mark Caljouw    | 2    | 2 | 0 | 4  | 1  | 2    | Awans do 1/8 finału |
| Misha Zilberman | 2    | 1 | 1 | 3  | 2  | 1    |                     |
| B. Sai Praneeth | 2    | 0 | 2 | 0  | 4  | 0    |                     |

| Data     | Zawodnik 1      | Wynik          | Zawodnik 2      |
| -------- | --------------- | -------------- | --------------- |
| 24 lipca | B. Sai Praneeth | 17-21 15-21    | Misha Zilberman |
| 26 lipca | Mark Caljouw    | 17-21 -9 21-10 | Misha Zilberman |
| 28 lipca | B. Sai Praneeth | 14-21 14-21    | Mark Caljouw    |

### Grupa E
| Zawodnik       | Mecz | W | P | S+ | S- | Pkt. | Uwagi               |
| -------------- | ---- | - | - | -- | -- | ---- | ------------------- |
| Viktor Axelsen | 2    | 2 | 0 | 4  | 0  | 2    | Awans do 1/8 finału |
| Kalle Koljonen | 2    | 1 | 1 | 2  | 2  | 1    |                     |
| Luka Wraber    | 2    | 0 | 2 | 0  | 4  | 0    |                     |

| Data     | Zawodnik 1     | Wynik       | Zawodnik 2     |
| -------- | -------------- | ----------- | -------------- |
| 24 lipca | Viktor Axelsen | 21-12 21-11 | Luka Wraber    |
| 26 lipca | Kalle Koljonen | 21-13 21-17 | Luka Wraber    |
| 28 lipca | Viktor Axelsen | 21-9 21-13  | Kalle Koljonen |

### Grupa F
| Zawodnik           | Mecz | W | P | S+ | S- | Pkt. | Uwagi               |
| ------------------ | ---- | - | - | -- | -- | ---- | ------------------- |
| Wang Tzu-wei       | 2    | 2 | 0 | 4  | 1  | 2    | Awans do 1/8 finału |
| Nhat Nguyen        | 2    | 1 | 1 | 3  | 2  | 1    |                     |
| Niluka Karunaratne | 2    | 0 | 2 | 0  | 4  | 0    |                     |

| Data     | Zawodnik 1   | Wynik           | Zawodnik 2         |
| -------- | ------------ | --------------- | ------------------ |
| 24 lipca | Wang Tzu-wei | 21-12 21-15     | Niluka Karunaratne |
| 26 lipca | Nhat Nguyen  | 21-16 21-14     | Niluka Karunaratne |
| 28 lipca | Wang Tzu-wei | 21-12 18-21 -12 | Nhat Nguyen        |

### Grupa G
| Zawodnik         | Mecz | W | P | S+ | S- | Pkt. | Uwagi               |
| ---------------- | ---- | - | - | -- | -- | ---- | ------------------- |
| Jonatan Christie | 2    | 2 | 0 | 4  | 1  | 2    | Awans do 1/8 finału |
| Loh Kean Yew     | 2    | 1 | 1 | 3  | 2  | 1    |                     |
| Aram Mahmoud     | 2    | 0 | 2 | 0  | 4  | 0    |                     |

| Data     | Zawodnik 1       | Wynik           | Zawodnik 2   |
| -------- | ---------------- | --------------- | ------------ |
| 24 lipca | Jonatan Christie | 21-8 21-14      | Aram Mahmoud |
| 26 lipca | Loh Kean Yew     | 21-15 21-12     | Aram Mahmoud |
| 28 lipca | Jonatan Christie | 22-20 13-21 -18 | Loh Kean Yew |

### Grupa H
| Zawodnik      | Mecz | W | P | S+ | S- | Pkt. | Uwagi               |
| ------------- | ---- | - | - | -- | -- | ---- | ------------------- |
| Shi Yuqi      | 1    | 1 | 0 | 2  | 0  | 1    | Awans do 1/8 finału |
| Matthew Abela | 1    | 0 | 1 | 0  | 2  | 0    |                     |
| Sören Opti    | 0    | 0 | 0 | 0  | 0  | 0    |                     |

| Data     | Zawodnik 1 | Wynik     | Zawodnik 2    |
| -------- | ---------- | --------- | ------------- |
| 25 lipca | Shi Yuqi   | 21-8 21-9 | Matthew Abela |
| 26 lipca | Sören Opti | Odwołany  | Matthew Abela |
| 28 lipca | Shi Yuqi   | Odwołany  | Sören Opti    |

### Grupa I
| Zawodnik        | Mecz | W | P | S+ | S- | Pkt. | Uwagi               |
| --------------- | ---- | - | - | -- | -- | ---- | ------------------- |
| Kanta Tsuneyama | 2    | 2 | 0 | 4  | 0  | 2    | Awans do 1/8 finału |
| Ygor Coelho     | 2    | 1 | 1 | 2  | 2  | 1    |                     |
| Georges Paul    | 2    | 0 | 2 | 0  | 4  | 0    |                     |

| Data     | Zawodnik 1      | Wynik      | Zawodnik 2   |
| -------- | --------------- | ---------- | ------------ |
| 25 lipca | Kanta Tsuneyama | 21-8 21-6  | Georges Paul |
| 26 lipca | Ygor Coelho     | 21-5 21-16 | Georges Paul |
| 28 lipca | Kanta Tsuneyama | 21-14 21-8 | Ygor Coelho  |

### Grupa J
| Zawodnik                 | Mecz | W | P | S+ | S- | Pkt. | Uwagi               |
| ------------------------ | ---- | - | - | -- | -- | ---- | ------------------- |
| Anthony Sinisuka Ginting | 2    | 2 | 0 | 4  | 0  | 2    | Awans do 1/8 finału |
| Siergiej Sirant          | 2    | 1 | 1 | 2  | 2  | 1    |                     |
| Gergely Krausz           | 2    | 0 | 2 | 0  | 4  | 0    |                     |

| Data     | Zawodnik 1               | Wynik       | Zawodnik 2      |
| -------- | ------------------------ | ----------- | --------------- |
| 25 lipca | Anthony Sinisuka Ginting | 21-13 21-8  | Gergely Krausz  |
| 27 lipca | Siergiej Sirant          | 21-18 21-18 | Gergely Krausz  |
| 28 lipca | Anthony Sinisuka Ginting | 21-12 21-10 | Siergiej Sirant |

### Grupa K
| Zawodnik              | Mecz | W | P | S+ | S- | Pkt. | Uwagi               |
| --------------------- | ---- | - | - | -- | -- | ---- | ------------------- |
| Toby Penty            | 2    | 2 | 0 | 4  | 0  | 2    | Awans do 1/8 finału |
| Kantaphon Wangcharoen | 2    | 1 | 1 | 2  | 2  | 1    |                     |
| Kai Schäfer           | 2    | 0 | 2 | 0  | 4  | 0    |                     |

| Data     | Zawodnik 1            | Wynik       | Zawodnik 2  |
| -------- | --------------------- | ----------- | ----------- |
| 25 lipca | Kantaphon Wangcharoen | 21-13 21-15 | Kai Schäfer |
| 27 lipca | Toby Penty            | 21-18 21-11 | Kai Schäfer |
| 28 lipca | Kantaphon Wangcharoen | 19-21 12-21 | Toby Penty  |

### Grupa L
| Zawodnik           | Mecz | W | P | S+ | S- | Pkt. | Uwagi               |
| ------------------ | ---- | - | - | -- | -- | ---- | ------------------- |
| Anders Antonsen    | 2    | 2 | 0 | 4  | 0  | 2    | Awans do 1/8 finału |
| Ade Resky Dwicahyo | 2    | 1 | 1 | 2  | 2  | 1    |                     |
| Nguyễn Tiến Minh   | 2    | 0 | 2 | 0  | 4  | 0    |                     |

| Data     | Zawodnik 1         | Wynik       | Zawodnik 2         |
| -------- | ------------------ | ----------- | ------------------ |
| 25 lipca | Anders Antonsen    | 21-13 21-13 | Nguyễn Tiến Minh   |
| 27 lipca | Ade Resky Dwicahyo | 21-14 21-18 | Nguyễn Tiến Minh   |
| 28 lipca | Anders Antonsen    | 21-16 21-15 | Ade Resky Dwicahyo |

### Grupa M
| Zawodnik        | Mecz | W | P | S+ | S- | Pkt. | Uwagi               |
| --------------- | ---- | - | - | -- | -- | ---- | ------------------- |
| Lee Zii Jia     | 2    | 2 | 0 | 4  | 0  | 2    | Awans do 1/8 finału |
| Brice Leverdez  | 2    | 1 | 1 | 2  | 2  | 1    |                     |
| Artem Pocztaŕow | 2    | 0 | 2 | 0  | 4  | 0    |                     |

| Data     | Zawodnik 1     | Wynik       | Zawodnik 2      |
| -------- | -------------- | ----------- | --------------- |
| 25 lipca | Lee Zii Jia    | 21-5 21-11  | Artem Pocztaŕow |
| 27 lipca | Brice Leverdez | 21-10 21'-8 | Artem Pocztaŕow |
| 28 lipca | Lee Zii Jia    | 21-17 21-5  | Brice Leverdez  |

### Grupa N
| Zawodnik    | Mecz | W | P | S+ | S- | Pkt. | Uwagi               |
| ----------- | ---- | - | - | -- | -- | ---- | ------------------- |
| Chen Long   | 2    | 2 | 0 | 4  | 0  | 2    | Awans do 1/8 finału |
| Pablo Abián | 2    | 1 | 1 | 2  | 2  | 1    |                     |
| Raul Must   | 2    | 0 | 2 | 0  | 4  | 0    |                     |

| Data     | Zawodnik 1  | Wynik       | Zawodnik 2  |
| -------- | ----------- | ----------- | ----------- |
| 25 lipca | Chen Long   | 21-10 21-9  | Raul Must   |
| 27 lipca | Pablo Abián | 21-7 21-11  | Raul Must   |
| 28 lipca | Chen Long   | 21-11 21-10 | Pablo Abián |

### Grupa P
| Zawodnik        | Mecz | W | P | S+ | S- | Pkt. | Uwagi                 |
| --------------- | ---- | - | - | -- | -- | ---- | --------------------- |
| Chou Tien-chen  | 2    | 2 | 0 | 4  | 1  | 2    | Awans do ćwierćfinału |
| Felix Burestedt | 2    | 1 | 1 | 2  | 2  | 1    |                       |
| Brian Yang      | 2    | 0 | 2 | 1  | 4  | 0    |                       |

| Data     | Zawodnik 1     | Wynik             | Zawodnik 2      |
| -------- | -------------- | ----------------- | --------------- |
| 25 lipca | Chou Tien-chen | 21-12 21-11       | Felix Burestedt |
| 27 lipca | Brian Yang     | 12-21 17-21       | Felix Burestedt |
| 28 lipca | Chou Tien-chen | 21-18 16-21 22-20 | Brian Yang      |

## Faza Pucharowa
|  |            |                          |            |                 |            |    |    |                          |              |                   |                          |                   |                   |                   |           |           |           |           |           |  |  |       |       |       |       |       |
|  | 1/8 finału | 1/8 finału               | 1/8 finału | 1/8 finału      | 1/8 finału |    |    | Ćwierćfinały             | Ćwierćfinały | Ćwierćfinały      | Ćwierćfinały             | Ćwierćfinały      |                   |                   | Półfinały | Półfinały | Półfinały | Półfinały | Półfinały |  |  | Finał | Finał | Finał | Finał | Finał |
|  | 1/8 finału | 1/8 finału               | 1/8 finału | 1/8 finału      | 1/8 finału |    |    | Ćwierćfinały             | Ćwierćfinały | Ćwierćfinały      | Ćwierćfinały             | Ćwierćfinały      |                   |                   | Półfinały | Półfinały | Półfinały | Półfinały | Półfinały |  |  | Finał | Finał | Finał | Finał | Finał |
|  |            |                          |            |                 |            |    |    |                          |              |                   |                          |                   |                   |                   |           |           |           |           |           |  |  |       |       |       |       |       |
|  |            |                          |            |                 |            |    |    |                          |              |                   |                          |                   |                   |                   |           |           |           |           |           |  |  |       |       |       |       |       |
|  |            |                          |            |                 |            |    |    |                          |              |                   |                          |                   |                   |                   |           |           |           |           |           |  |  |       |       |       |       |       |
|  |            |                          |            |                 |            |    |    |                          |              |                   |                          |                   |                   |                   |           |           |           |           |           |  |  |       |       |       |       |       |
|  |            |                          |            |                 |            |    |    |                          |              |                   |                          |                   |                   |                   |           |           |           |           |           |  |  |       |       |       |       |       |
|  | A1         | Heo Kwang-hee            | 13         | 18              |            |    |    |                          |              |                   |                          |                   |                   |                   |           |           |           |           |           |  |  |       |       |       |       |       |
|  | A1         | Heo Kwang-hee            | 13         | 18              |            |    |    |                          |              |                   |                          |                   |                   |                   |           |           |           |           |           |  |  |       |       |       |       |       |
|  |            |                          | C1         | Kevin Cordón    | 21         | 21 |    |                          |              |                   |                          |                   |                   |                   |           |           |           |           |           |  |  |       |       |       |       |       |
|  | C1         | Kevin Cordón             | C1         | Kevin Cordón    | 21         | 21 | 21 | 3                        | 21           |                   |                          |                   |                   |                   |           |           |           |           |           |  |  |       |       |       |       |       |
|  | C1         | Kevin Cordón             |            |                 |            |    |    |                          |              |                   |                          |                   |                   |                   |           |           |           |           |           |  |  |       |       |       |       |       |
|  | D1         | Mark Caljouw             | 17         | 21              | 19         |    |    |                          |              |                   |                          |                   |                   |                   |           |           |           |           |           |  |  |       |       |       |       |       |
|  | D1         | Mark Caljouw             | 17         | 21              | 19         |    |    | 1C1                      | Kevin Cordón | 18                | 11                       |                   |                   |                   |           |           |           |           |           |  |  |       |       |       |       |       |
|  |            |                          |            |                 |            |    |    |                          |              |                   |                          |                   |                   |                   |           |           |           |           |           |  |  |       |       |       |       |       |
|  |            |                          | E1         | Viktor Axelsen  | 21         | 21 |    |                          |              |                   |                          |                   |                   |                   |           |           |           |           |           |  |  |       |       |       |       |       |
|  | E1         | Viktor Axelsen           | E1         | Viktor Axelsen  | 21         | 21 | 21 | 21                       |              |                   |                          |                   |                   |                   |           |           |           |           |           |  |  |       |       |       |       |       |
|  | E1         | Viktor Axelsen           |            |                 |            |    |    |                          |              |                   |                          |                   |                   |                   |           |           |           |           |           |  |  |       |       |       |       |       |
|  | F1         | Wang Tzu-wei             | 16         | 14              |            |    |    |                          |              |                   |                          |                   |                   |                   |           |           |           |           |           |  |  |       |       |       |       |       |
|  | F1         | Wang Tzu-wei             | 16         | 14              |            |    | E1 | Viktor Axelsen           | 21           | 21                |                          |                   |                   |                   |           |           |           |           |           |  |  |       |       |       |       |       |
|  |            |                          |            |                 |            |    | E1 | Viktor Axelsen           | 21           | 21                |                          |                   |                   |                   |           |           |           |           |           |  |  |       |       |       |       |       |
|  |            |                          | H1         | Shi Yuqi        | 13         | 13 |    |                          |              |                   |                          |                   |                   |                   |           |           |           |           |           |  |  |       |       |       |       |       |
|  | G1         | Jonatan Christie         | H1         | Shi Yuqi        | 13         | 13 | 11 | 9                        |              |                   |                          |                   |                   |                   |           |           |           |           |           |  |  |       |       |       |       |       |
|  | G1         | Jonatan Christie         |            |                 |            |    |    |                          |              |                   |                          |                   |                   |                   |           |           |           |           |           |  |  |       |       |       |       |       |
|  | H1         | Shi Yuqi                 | 21         | 21              |            |    |    |                          |              |                   |                          |                   |                   |                   |           |           |           |           |           |  |  |       |       |       |       |       |
|  | H1         | Shi Yuqi                 | 21         | 21              |            |    | E1 | Viktor Axelsen           | 21           | 21                |                          |                   |                   |                   |           |           |           |           |           |  |  |       |       |       |       |       |
|  |            |                          |            |                 |            |    |    |                          |              |                   |                          |                   |                   |                   |           |           |           |           |           |  |  |       |       |       |       |       |
|  |            |                          | N1         | Chen Long       | 15         | 12 |    |                          |              |                   |                          |                   |                   |                   |           |           |           |           |           |  |  |       |       |       |       |       |
|  | I1         | Kanta Tsuneyama          | N1         | Chen Long       | 15         | 12 | 18 | 14                       |              |                   |                          |                   |                   |                   |           |           |           |           |           |  |  |       |       |       |       |       |
|  | I1         | Kanta Tsuneyama          |            |                 |            |    |    |                          |              |                   |                          |                   |                   |                   |           |           |           |           |           |  |  |       |       |       |       |       |
|  | J1         | Anthony Sinisuka Ginting | 21         | 21              |            |    |    |                          |              |                   |                          |                   |                   |                   |           |           |           |           |           |  |  |       |       |       |       |       |
|  | J1         | Anthony Sinisuka Ginting | 21         | 21              |            |    | J1 | Anthony Sinisuka Ginting | 21           | 15                | 21                       |                   |                   |                   |           |           |           |           |           |  |  |       |       |       |       |       |
|  |            |                          |            |                 |            |    | J1 | Anthony Sinisuka Ginting | 21           | 15                | 21                       |                   |                   |                   |           |           |           |           |           |  |  |       |       |       |       |       |
|  |            |                          | L1         | Anders Antonsen | 18         | 21 | 18 |                          |              |                   |                          |                   |                   |                   |           |           |           |           |           |  |  |       |       |       |       |       |
|  | K1         | Toby Penty               | L1         | Anders Antonsen | 18         | 21 | 18 | 10                       | 15           |                   |                          |                   |                   |                   |           |           |           |           |           |  |  |       |       |       |       |       |
|  | K1         | Toby Penty               |            |                 |            |    |    |                          |              |                   |                          |                   |                   |                   |           |           |           |           |           |  |  |       |       |       |       |       |
|  | L1         | Anders Antonsen          | 21         | 21              |            |    |    |                          |              |                   |                          |                   |                   |                   |           |           |           |           |           |  |  |       |       |       |       |       |
|  | L1         | Anders Antonsen          | 21         | 21              |            |    | J1 | Anthony Sinisuka Ginting | 16           | 11                |                          |                   |                   |                   |           |           |           |           |           |  |  |       |       |       |       |       |
|  |            |                          |            |                 |            |    |    |                          |              |                   |                          |                   |                   |                   |           |           |           |           |           |  |  |       |       |       |       |       |
|  |            |                          | N1         | Chen Long       | 21         | 21 |    |                          |              | Mecz o 3. miejsce | Mecz o 3. miejsce        | Mecz o 3. miejsce | Mecz o 3. miejsce | Mecz o 3. miejsce |           |           |           |           |           |  |  |       |       |       |       |       |
|  | M1         | Lee Zii Jia              | N1         | Chen Long       | 21         | 21 | 21 | 19                       | 5            | Mecz o 3. miejsce | Mecz o 3. miejsce        | Mecz o 3. miejsce | Mecz o 3. miejsce | Mecz o 3. miejsce |           |           |           |           |           |  |  |       |       |       |       |       |
|  | M1         | Lee Zii Jia              |            |                 |            |    |    |                          |              |                   |                          |                   |                   |                   |           |           |           |           |           |  |  |       |       |       |       |       |
|  | N1         | Chen Long                | 8          | 21              | 21         |    |    |                          |              |                   |                          |                   |                   |                   |           |           |           |           |           |  |  |       |       |       |       |       |
|  | N1         | Chen Long                | 8          | 21              | 21         |    |    | N1                       | Chen Long    | 21                | 9                        | 21                | C1                | Kevin Cordón      | 11        | 13        |           |           |           |  |  |       |       |       |       |       |
|  |            |                          |            |                 |            |    |    | N1                       | Chen Long    | 21                | 9                        | 21                | C1                | Kevin Cordón      | 11        | 13        |           |           |           |  |  |       |       |       |       |       |
|  |            |                          | P1         | Chou Tien-chen  | 14         | 21 | 14 |                          |              | J1                | Anthony Sinisuka Ginting | 21                | 21                |                   |           |           |           |           |           |  |  |       |       |       |       |       |
|  |            |                          |            |                 |            | 21 | 14 |                          |              | J1                | Anthony Sinisuka Ginting | 21                | 21                |                   |           |           |           |           |           |  |  |       |       |       |       |       |